# Superjoint
Superjoint, anciennement Superjoint Ritual, est un groupe de heavy metal américain, originaire de La Nouvelle-Orléans, en Louisiane. Il est formé en 1994 par Phil Anselmo, Joe Fazzio, et Jimmy Bower au début des années 1990, plus tard, ils seront rejoints par Hank Williams III, Michael Haaga et Kevin Bond. Actif depuis 1993, le groupe sort deux albums en 2002 et 2003 sur le label Sanctuary Records. Il se sépare l'année suivante en 2005. Le groupe est notamment associé à Down, Pantera, Eyehategod, Arson Anthem, et Hank Williams III.

## Biographie
Bien que le groupe soit formé au début des années 1990, il faut attendre une dizaine d'années, après la séparation de Pantera, pour que le groupe enregistre des albums. Superjoint Ritual est alors passé à la télévision sur les programmes tels que Headbangers Ball sur MTV2, et Uranium sur Fuse TV.
Cependant, le temps où le groupe reste sous les projecteurs est de courte durée. Un différend entre Anselmo et Fazzio conduit en effet à une scission du groupe à la fin de 2005, qui est confirmée à la fois par Hank Williams III, et Jimmy Bower.

### Superjoint
Le groupe se reforme en 2014 sous le nom de Superjoint et compte dans ses rangs Bower, Anselmo, et Bond de la formation initiale. Viennent s'ajouter Joey Gonzales à la batterie et Stephen Taylor a la basse, tous les deux issus de la formation Philip H. Anselmo and the Illegals. Après une apparition au Hellfest 2015, en France, et de multiples concerts en Amérique du Nord, le groupe annonce la préparation d'un troisième album, en 2015, douze ans après A Lethal Dose of American Hatred. Sa sortie est annoncée pour novembre 2016. L'album est intitulé Caught Up in the Gears of Application ; il est publié le 11 novembre au label Housecore Records, enregistré au studio Nodferatu's Lair, produit par Philip Anselmo et Stephen Berrigan, puis masterisé par Scott Hull.

## Style musical
Le groupe s'inscrit dans le pur HxC des années 80 en provenance de la Nouvelle Orléans.  Des groupes comme Venom, Slayer, Celtic Frost, Voivod, Darkthrone, Black Flag sont notés comme leurs principales influences. Le nom Superjoint vient des paroles d'une chanson de Darkthrone, The Pagan Winter. Selon Jimmy Bower, Phil Anselmo écrit 70-80 % de la musique du groupe.

## Discographie

### Albums studio
- 2002 : Use Once and Destroy
- 2003 : A Lethal Dose of American Hatred
- 2016 : Caught Up in the Gears of Application

### Singles
- 2002 : The Alcoholik
- 2002 : Fuck Your Enemy
- 2003 : Dress Like a Target
- 2003 : Waiting for the Turning Point